# 張維賢
張維賢（1905年5月17日—1977年5月18日），原名張乞食，筆名耐霜，於臺灣戲劇史上有重要地位，被譽為是「臺灣新劇第一人」。臺灣日治時期期間，他曾參與過星光演劇研究會，後來在前往日本內地研習後返臺組織民烽演劇研究會，演出新劇，後來皇民奉公會外圍組織臺灣演劇協會成立，對臺灣的戲劇演出進行管制，張維賢遂前往中國大陸經商。二次大戰之後二二八事件期間，他曾與待在上海的同鄉們包機回臺欲了解情況，但被原機遣返。後來回到臺灣後，一度在臺北經營西餐廳，後投資火柴製造業，但皆失利，遂隱居於宜蘭頭圍的福德山務農，不過後來又在朋友慫恿下與他們創辦了東陸影業公司，任總經理一職，1958年拍攝有〈一念之差〉，但賣座很差，於是放棄從影，改在臺北縣三重埔（今新北市三重區）五穀王爺廟街開養雞場，但1963年因為葛樂禮颱風淹沒養雞場，又返回臺北市，居住於西園街，最後他於1977年5月18日因口腔癌去世。
除了戲劇之外，日治時期他也曾與林斐芳、周合源、黃天海與稻垣藤兵衛組成孤魂聯盟，參與社會與政治的改造運動。

## 影視形象
| 年份 | 作品     | 演員   |
| ---- | -------- | ------ |
| 1999 | 天馬茶房 | 陳明章 |